# Boscastle

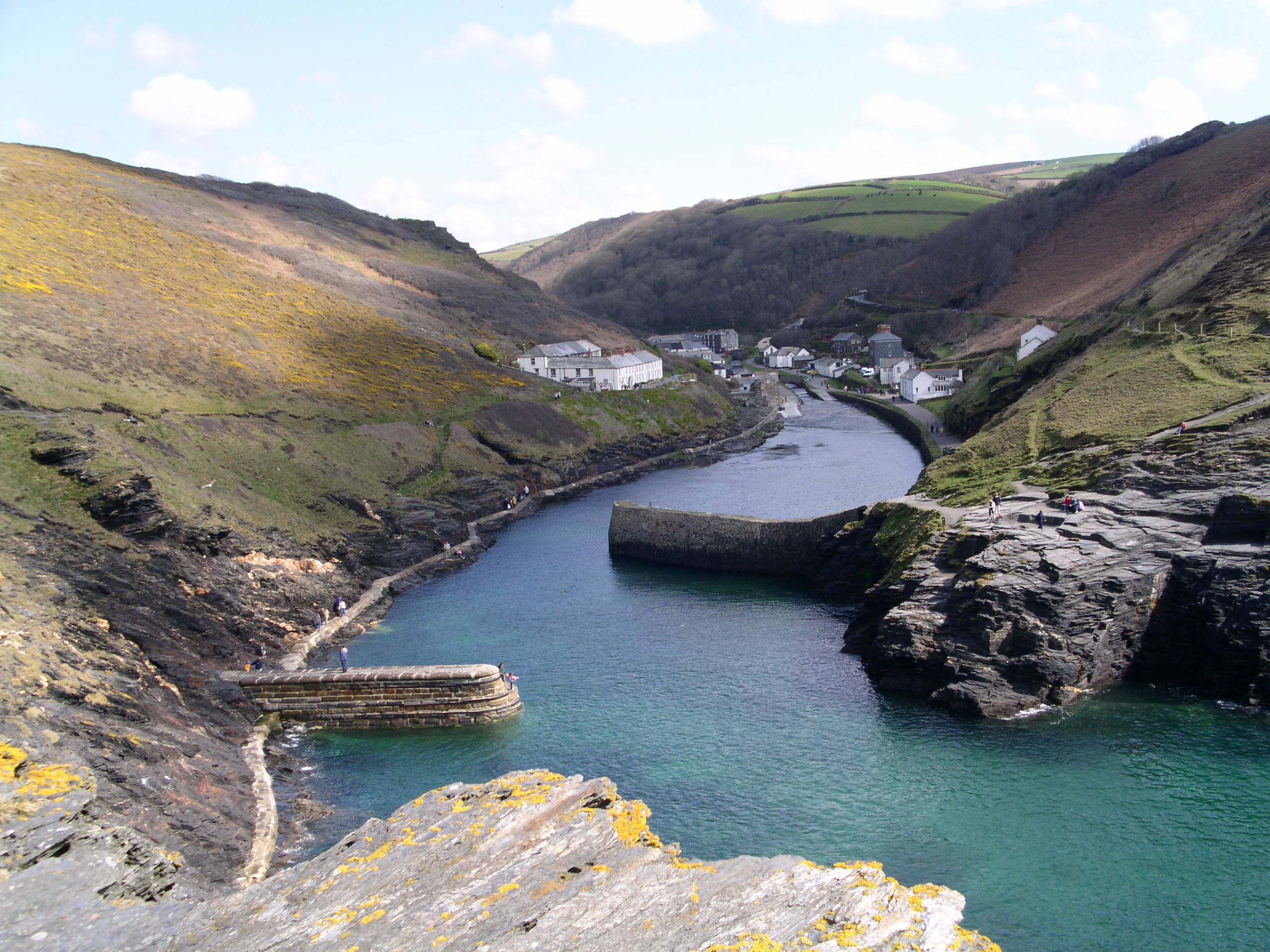
Boscastle kikötő és látkép

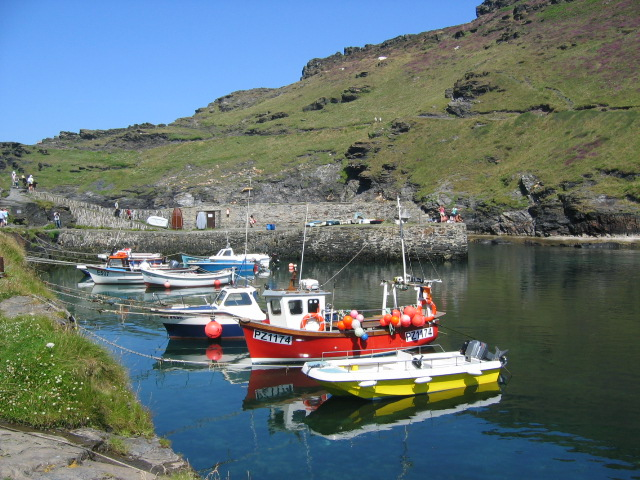
Látkép a boscastle-i kikötőből a hegyre vezető ösvényre

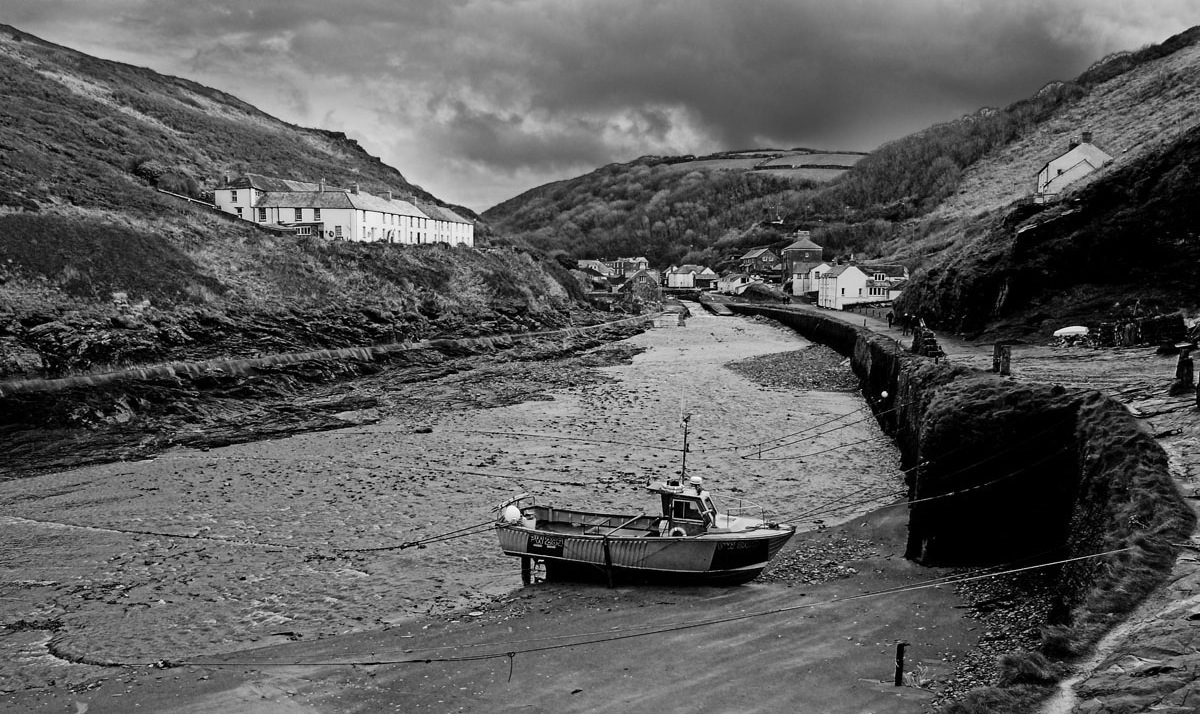
Boscastle kikötője

Boscastle (korniul Kastell Boterel) falu és halászkikötő Cornwall északi tengerpartján, az Egyesült Királyságban. Régebben itt a turizmusnak éveken át meghatározó szerepe volt, mivel 1960-as évek elejéig könnyen el lehetett érni Észak-Cornwallon keresztül a Délkeleti Vasúttal,  a legközelebbi állomás Camelford volt. A falu neve a Bottreaux Castle-ből (Bottreaux Vár) származik, ez az itteni földvár neve volt. Egy árvíz roppant nagy károkat okozott a falunak 2004. augusztus 16-án, de a károkat a következő évben felszámolták. A következő árvíz 2007. június 21-én öntötte el a falut, de ez a jelentések szerint nem olyan nagymértékű, mint a három évvel korábbi.
A parton 33 kilométeres szakaszon egyedül itt van természetes kikötő, amit két kőfal véd, melyet 1584-ben Sir Richard Grenville épített. A falu régebbi részei a kikötőt veszik körbe. Innen egy időben palát exportáltak. Később terjeszkedtek a Valency és a Jordan völgyében. Több mostani épület (elsősorban lakóépület) veszi körbe a völgyet az ezt övező hegyek tetején.
A tintageli kastélyhoz egyik legközelebb fekvő kollégium a faluban van. A cornwalli tengerparti ösvényen mindössze 8 kilométer.
A kisváros egyik legjelentősebb látnivalója a Varázslatok Múzeuma és a fazekasműhely.
2004-ben a brit BBC 2 televíziós csatorna elkezdett "A Seaside Parish" címmel elkezdett sugározni egy heti rendszerességű műsort az újonnan kinevezett lelkész, Christine Musser életéről.Az egyházkerület hivatalos neve Forrabury és Minster egyházkerület. A Forrabury templom közelebb van a faluhoz, de a nagyobbik terület annak a Minsternek a fennhatósága alá tartozik, amelynek temploma egy mérföld mélyen az erdőben van. A névből arra lehet következtetni, hogy valaha itt egy kelta templom állt, de nincs fennmaradt normann, vagy későbbi középkori templom a területen.
A boscastle-i lelkész a faluban és a környékén lévő hét templomért felelős: Forrabury (St. Symphorian), Minster (St. Merthiana), St. Juliot, Lesnewth (St. Michael és All Angels), Trevalga (St. Petroc), Otterham (St. Denis) és Davidstow (St. David).
St. Juliot Thomas Hardy rajongóit különösen érdekli, mivel 1870-ben itt dolgozott a templom restaurálásakor építészként, és itt ismerkedett meg azzal az Emma Gifforddal, a lelkész menyével, aki később első felesége lett. Kapcsolatuk ihlette a Kék szempár című regényét.

## Boscastle-i árvíz
A 2004. augusztus 16-i árvíz csapdába ejtette az itt lakókat, mert az utcák folyókká változtak. Két mentőhelikopter érkezett Chivenorból, három mentőhajó Culdrose-ból, egy St Mawganból és egy Coastguard S–61 helikopter Portlandből, hogy sérülteket keressenek Boscastle-ben és környékén és segítsenek rajtuk. Áldozatokat találtak a tetőkön, autókban, az épületekben és a folyópartokon. A mentőakció alatt összesen 91 embert tudtak megmenteni.
A RAF, a Királyi Haditengerészet, a partőrök, a rendőrök, a tűzoltók és a mentők összefogásával hihetetlen, de áldozatok nélkül ért véget a mentési művelet.

## A National Trust tulajdonai
A falu területén és körülötte a terület nagy része a Nemzeti Történelmi és Természeti Értékek Védelméért alakított szervezet tulajdonában van. Ebbe beletartozik a kikötő mindkét oldala, a Forrabury Stitches, ami sokkal Boscastle fölé emelkedik, a Valency-völgy, ami Thomas Hardy révén ismert.

## Fordítás
- Ez a szócikk részben vagy egészben  a   Boscastle című angol Wikipédia-szócikk ezen változatának fordításán alapul.  Az eredeti cikk szerkesztőit annak laptörténete sorolja fel. Ez a jelzés csupán a megfogalmazás eredetét és a szerzői jogokat jelzi, nem szolgál a cikkben szereplő információk forrásmegjelöléseként.